# Saint-Pierre-la-Rivière
Saint-Pierre-la-Rivière è un comune francese di 170 abitanti situato nel dipartimento dell'Orne nella regione della Normandia.

## Società

### Evoluzione demografica
Abitanti censiti